# Seznam korpusov Pakistanske kopenske vojske
Seznam korpusov Pakistanske kopenske vojske.

## Števičeni
- 1. korpus
- 2. korpus
- 4. korpus
- 5. korpus
- 10. korpus
- 11. korpus
- 12. korpus
- 30. korpus
- 31. korpus

## Po specializaciji
- Gilgitsko-baltistanski korpus
- Korpus inženircev Pakistanske kopenske vojske
- Medicinski korpus Pakistanske kopenske vojske
- Oklepni korpus Pakistanske kopenske vojske
- Poveljstvo strateških sil Pakistanske kopenske vojske